# Wichita
Wichita – miasto w Stanach Zjednoczonych, największe miasto stanu Kansas, nad rzeką Arkansas. Populacja według spisu powszechnego z 2020 roku wynosi 397 532 osoby. Nazwa miasta pochodzi od nazwy plemienia Indian Wichita.
W mieście rozwinął się przemysł lotniczy, chemiczny, petrochemiczny, spożywczy, maszynowy oraz poligraficzny.

## Historia
Miejscowość została założona w 1864 roku. W 1871 roku otrzymała prawa miejskie. Pierwsze połączenie kolejowe w mieście uruchomiono w 1872 roku.
Podczas II wojny światowej miasto stało się jednym z najważniejszych ośrodków amerykańskiego przemysłu lotniczego. Powstała tam główna fabryka produkująca bombowiec B-29 Superfortress firmy Boeing.

## Miasta partnerskie
Wichita ma cztery miasta partnerskie:
- Cancún, Meksyk
- Kaifeng, Chiny
- Orlean, Francja
- Tlalnepantla de Baz, Meksyk